# فيم فيندرز

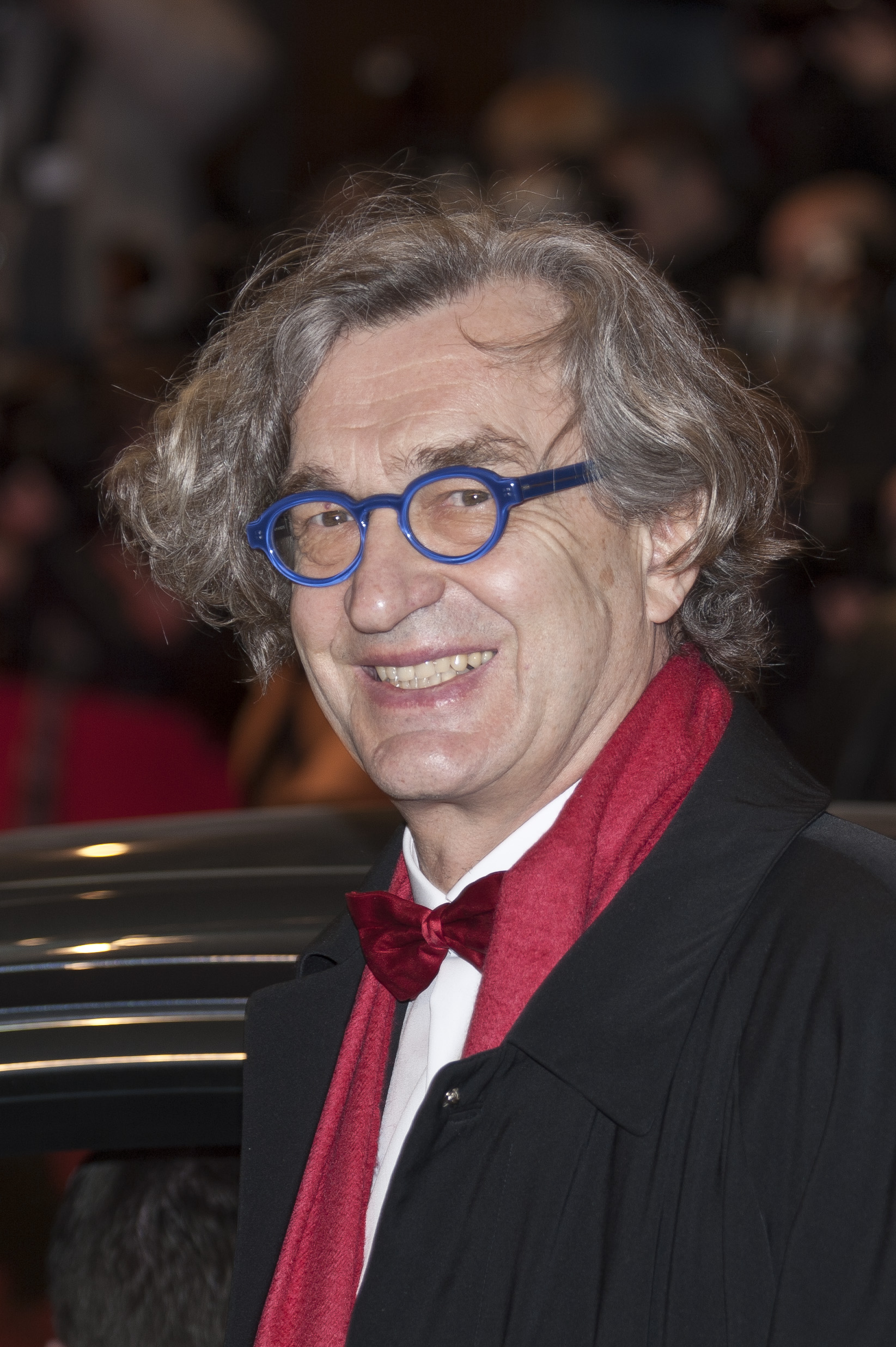
فيم فيندرس (مهرجان برلين 2011م)

فيم فيندرز (بالألمانية: Wilhelm Ernst «Wim» Wenders)‏ (اسمه الحقيقى: ويليام إرنست فيندرز والمولود في الرابع عشر من أغسطس/آب عام 1945م في مدينة دوسلدورف بألمانيا). هو مُخرج ومصور ألمانى، وهو أيضاً أستاذ صناعة السينما في كلية الفنون التشكيلية في هامبورغ. قام بالاشتراك مع صانعي أفلام آخرين ينتمون إلى ما يُسمى بـ «السينما الألمانية الحديثة» بتأسيس شركة توزيع للأفلام السينمائية وذلك عام 1971م.

## حياته

### نشأته وتعليمه
نشأ فيم فيندرز في بيت محافظ يدين أهله بالمسيحية الكاثوليكية، والده هو الجراح هاينريش فيندرز. وكان يُدعى ويليام فيندرز بالإسم الهولندي «فيم» نسبةً إلى والدته التي تأتي من أصول هولندية. ولكن السلطات الألمانية رفضت هذا الأسم باعتباره إسمًا (غير ألمانياً). وعندما بلغ فيندرز سنواته الأربع، أبصرت عينا أخيه (كلاوس) نورَ الدنيا، بينما أصبح الوالد رئيساً للأطباء في مستشفى سانت جوزيفس (حالياً: سانت كليمينس) في مدينة أوبرهاوزن-شتيركراده.
بشكلٍ عابر، أراد فيندرز أن يصبح كاهنًا في المُستقبل، لكنه عاد ورفض تلك الفكرة تحت تأثير مُوسيقى (الروك أند رول) التي استهوته. ولاحقًا أصبحت الموسيقى المشهورة وسيلةً هامة صبغ بها أفلامه. في أفلامه (قصة لشبونة) و (نادي بوينا فيستا الاجتماعي)، و (حدث الكثير)، و (الروك بلجهة كولن)، لعبت الموسيقى الدور الرئيس. بعد انهائه فترة دراسته الثانوية في العام 1963م، درس فيندرز الطب لفصلين دراسيين في ميونيخ، ودرس الفلسفة لفصلٍ دراسيٍ واحد في فرايبورغ، وأخيرًا درس علم الاجتماع لفصلٍ دراسيٍ واحد في دوسلدورف. ثم توّقف عن دراساته، ليركّز مجهوده على هواية الرسم بالألوان الزيتية، وهي الهواية التي كان يُمارسها بشكلٍ جانبي مع الدراسة. في العام 1966م عاد فيندرز لتغيير مكانه ورغبته الوظيفية مُجددًا: ارتحل إلى العاصمة الفرنسية باريس وتقدّم للدراسة في المعهد الفرنسي للدراسات السينمائية المُتقدمّة (IDEHC).
ولأن أوراق اعتماده طالبًا بالمعهد قد رُفضت، فقد استغّل الفرصة ليعمل رسّامًا تخطيطًا في معرض الفنان الألماني (جوني فريدلاندر) في مونت بارناسي. وبالتوازي مع ذلك، كان يذهب إلى المعهد الفرنسي للسينما في باريس، وفيه كان يُشاهد حتى خمسة أفلام في اليوم الواحد. وبعد مرور عام، كان قد شاهد ما يربو على 1000 فيلم. استغرق فيندرز لفترة من الزمن في نوباتٍ من التأمّل والتدّبر، وقضى فترةً من التمرين لمُدة 3 أسابيع لدي شركة الفنانين المُتحدة. كان عدم الاكتراث بالأفلام السينمائية هناك، أمر صادمًا بالنسبة إليه. عبّر فيندرز عن خيبة أمله بكتابة مقال عنوانه: احتقر، ما يُباع.
وبُمجرّد أن فتحت كلية صناعة التليفزيون والسينما أبوابها في العام 1967م، تمّ قبول فيندرز طالبًا بها. إلى جانب دراسته في الكلية، كتب فيندرز عدة مقالات نقدية سينمائية لصالح جرائد (فيلم كريتيك)، و (توين)، و (دير شبيجل)، و (سود دويتشه تسايتونج). في العام 1970م، أخرج فيندرز فيلم التخرّج من المعهد بعنوان (الصيف في المدينة) بتقنية تصويرية قدرها 16 مم وباللونين الأبيض والأسود. كان روبي مولار هو مُصوّر الفيلم. من المُستغرب في الفيلم إلى جانب طوله، كان من الضروري مُراعاة المُزامنة بين الصوت والصورة في الحديث غير المُباشر، وهو الأمر الذي حدث بسبب عدم انتباه الشخص المسئول عن التسجيل الصوتي. وبسبب اقتباس الفيلم لعديد المقاطع الموسيقية من ألبومات أخرى دون مُراعاة حقوق الملكية، لم يحصل الفيلم على جائزة ولم يكن مُمكنًا عرضُه إلا في المهرجانات السينمائية.

### سيرته المهنية
أسس فيندرز عام 1971م شركة توزيع الأفلام السينمائية، وذلك بالاشتراك مع صانعي أفلام آخرين كانوا يسيرون في صناعة أفلامهم على نهج ما يُسمى ب «السينما الألمانية الحديثة». حقق له فيلمه «أليس في المدن» الذي أخرجه عام 1739 نجاحًا فنيًا باهرًا بالإضافة إلى إخراجه فيلم «خوف حارس المرمى عند صدّ ركلات الجزاء» المأخوذ عن رواية تحمل الاسم نفسه للكاتب النمساوي (بيتر هاندكه) وفيلم «الحرف القرمزي» المأخوذ عن رواية الروائي الأمريكي (ناثانيال هاوثورن). وبمرور الزمن حصل على جائزة الاتحاد الدولي لنقاد السينما (فيبرسكي) من مهرجان كان السينمائي. وقد ذاع صيته في الولايات المتحدة الأمريكية بعد إخراجه فيلم «الصديق الأمريكي» والمأخوذ عن رواية للكاتبة الأمريكية (باتريشا هايسميث). في العام 1976م، استقّل فيندرز بنفسه مُؤسسًا شركة إنتاجٍ خاصة اسماها (رود موفيز فيلم برودكشن Road Movies Filmproduktion)، كان مقرهُا برلين، وأنتج فيها لاحقًا أفلامًا لمُخرجين آخرين.

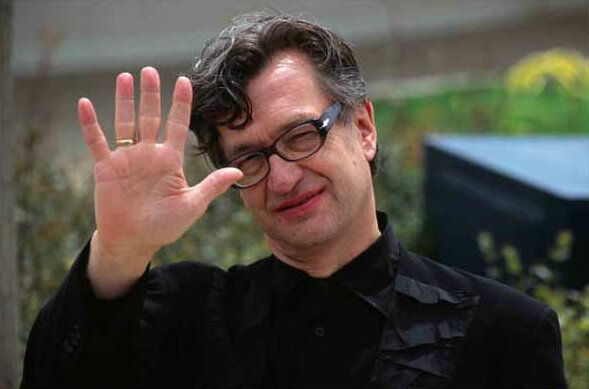
فيم فيندرز في مهرجان كان السينمائي

وتلبيةً منه لدعوة المُخرج الأمريكي (فرانسيس فورد كوبلا) سافر فيندرز إلى الولايات المُتحدة الأمريكية عام 1977م، من أجل إخراج فيلم لصالح شركة الإنتاج السينمائي التي أسسها كوبلا تحت اسم (تسيوتروبه) عن كاتب قصص الجريمة (داشيل هاميت). إلا أن المُشكلات حول سيناريو الفيلم وتوزيع الأدوار على المُمثلين، كانت عائقًا أمام إنتاج الفيلم، الذي لم يُطرح في السينما إلى في العام 1982م. في هذه الأثناء أخرج فيندرز فيلمًا شبه وثائقي عن الأشهر الأخيرة في حياة المُخرج (نيكولاس ري) الذي كان يعاني من مرض السرطان، بعنوان (فيلم نيك، الشروق فوق المياه). أما عن فيلمه (واقعُ الأشياء) والذي أخرجه عام 1982م، فتناول فيه الصعوبات التي تُجابه صناعة السينما، وعالج فيه عديد الصراعات التي عايشها بنفسه إبّان أعمال إخراج فيلم (هاميت).
في العام نفسه، أخرج فيندرز القصيدة الدرامية التي ألفها (بيتر هاندكه) بعنوان (عبر القرى)، وذلك لصالح المهرجانات الثقافية التي كانت تتمُ كل عام في مدينة سلزبورج النمساوية.
وبُناءً على اقتراحٍ من المُخرج والروائي الأمريكي (يام شيبارد)، ظهر فيلم (باريس - تكساس) في العام 1984م، ليتلقى في العام نفسه جائزة (السعفة الذهبية) من مهرجان كان. دخل مُؤلفو الفيلم في صراعٍ شديدٍ مع دار نشر الفيلم حول حقوق التوزيع، ووصل الأمرُ بهم إلى المحاكم، ليظهر الفيلم آخيرًا في السينما الألمانية في العام 1985م. وقُبيل عرضه في السينمات، كان باستطاعة الجمهور مُشاهدة الفيلم فقط في المهرجان العالمي للأيام السينمائية في ساحات بافاريا، وهو المهرجانُ نفسه الذي عرض عليه فيندرز أوائل أعمالها، وبها نال ثقة الجمهور فيه. وإلى جانب فيلمه (أجنحةُ الرغبة) والذي أُنتج في العام 1987م، فإن فيلم (باريس - تكساس) يُعد من أنجح الأفلام التي أخرجها فيندرز من الناحية التجارية.
في عام 1989م بدأ فيندرز في تصوير فيلمه «حتى نهاية العالم» وهو فيلم خيال علمي. وقد كان مُخطط لإخراج هذا الفيلم منذ عام 1977م، وتم الانتهاء من تصويره عام 1991م الذي استغرق عامًا ونصف. وتم اختزال مدته من 280 دقيقة ليستغرق عرضه في ألمانيا ثلاث ساعات وفي الولايات المتحدة الأمريكية 158 دقيقة وتعرّض لانتقادات ليست بقليلة. وقد تمكّن فيندرز إلى حدٍ ما أن يحافظ على نجاحاته السالفة. بعد إخراجه للأفلام التالية وهي: في القريب العاجل (1993م)، قصة لشبونة (1994م)، فندق المليون دولار (2000م).
حقق فيلمه الوثائقي الموسيقي (النادي الاجتماعي بينو فيستا) نجاحًا عالميًا، حيث ترشّح لنيل جائزة أوسكار وحصل على جائزة الفيلم الأوروبي، وأعاد الحياة مُجددًا للمُوسيقى الكوبية.
هو صديقٌ للفرقة الموسيقية دي توتين هوزين (بالألمانية: Die Toten Hosen)، تلك الفرقة التي تشتهر بها مدينة دوسلدورف بألمانيا. وأخرج لها عام 2000م فيديو كليب لأغنية (Warum werde ich nicht satt)، من ألبوم (Unsterblich). في العام 2004م، شاركت الفرقةُ في تصميم المُوسيقى (الساوند تراك) الخاصة بفيلم (لاند أوف بلينتى) بأغنيتهم (ستاند أب).

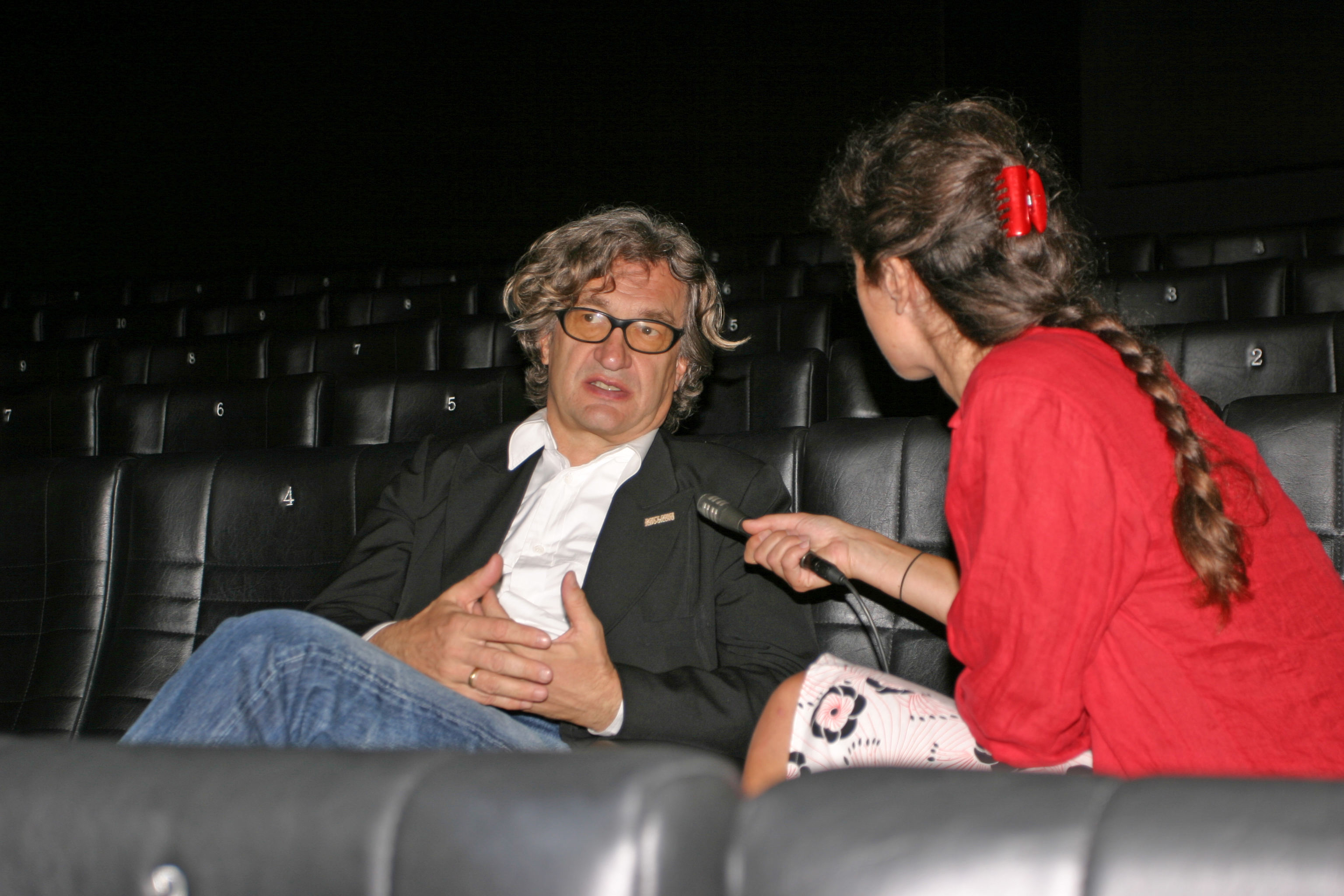
فيم فيندرز عام 2005م

في العام 2008م، دخل فيندرز بفيلم (Palermo Shooting) وللمرة التاسعة في مسابقة مهرجان (كان) إلا أن الفيلم خرج من المهرجان خالي الوفاض. لعب المُغنّي وقائد فريق (Die Toten Hosen) ومؤلف الأغنيات في الفريق كاتب الأغنيات (كامبينو) والمُمثل المُخرج (دينس هوبر) ومُمثلة الأوبرا الإيطالية الشهيرة (جيوفانّا ميتسوجيورنو) الأدوار الرئيسية في ذلك الفيلم الدرامي.
كان الفيلم الإستعراضي (بينا)، والذي جاء تكريمًا لمُصممة رقصات الباليه الألمانية (بينا باوش) ومسرحها الإستعراضي (فوبيرتال)، هو أول أفلام فندرس بتقنية 3D أو التقنية ثلاثية الأبعاد. رُشّح الفيلمُ لنيل جائزة الأوسكار عام 2012م، كأفضل فيلمٍ وثائقيّ. أما في الحفل الحادي والستين لمهرجان البرليناله، في فبراير/شباط من العام 2011م. فقد حصل الفيلم على موقع الصدارة ولم يكن له مُنافس في برنامج الأفلام المُتقدمة في المُسابقة. في العام نفسه، حصل فيلم (بينا) على جائزة الفيلم الألماني كأفضل فيلم وثائقيّ، في حين رُشّح فندرس لنيل جائزة أفضل مُخرج.

### حياته الشخصية
يشغل فيم فيندرز منصب رئيس أكاديمية الفيلم الأوروبي منذ عام 1996م. ومنذ عام 2003م، يعمل فيندرز محاضراً في كلية الفنون التشكيلية في ولاية هامبورغ الألمانية. وفي عام 2006م، أصبح فيندرز أول مخرجاً على الإطلاق يحصل على وسام الأستحقاق (بور ليميريته).
وفي عام 1989م، كان فيندرز رئيس لجنة التحكيم في مهرجان كان السينمائي الدولي. وفي أغسطس/آب 2008م، كان فيندرز يجلس على مقعد رئيس لجنة التحكيم. في مهرجان فينسيا السينمائي الدولي في دورته الخامسة والستين.
دعّم فيندرز مكافحة الفقر من خلال حملة (صوتك ضد الفقر)، كما ذكر أسم الفرقة الموسيقية (دى توتين هوزن Die Toten Hosen) من خلال كلمته التي القاها في حفل مجموعة الثمانية في يونيو/حزيران 2007م.
تزوّج فيم فيندرز من المصورة الفوتوغرافية دوناتا فيندرز. وقبل ذلك كان فيندرز قد تزوّج من الممثلة إيدا كوشل، والممثلة رونى بلاكلي. وعن أصدقاء فيندرز المقربين فإن الكاتب بيتر هاندكه هو صديقه الحميم.

## أفلامه
- أيام مثالية (2023)

## الجوائز التي حصل عليها
- الجائزة الألمانية للنُقّاد عام 1977م.
- الدكتوراه الفخرية من جامعة السوربون عام 1989م.
- وسام الأستحقاق من ولاية نوردراين فيستفالن الألمانية عام 2004م.
- جائزة هيلموت-كوينتر من مدينة دوسلدورف الألمانية عام 2004م.
- جائزة روبرت بريزون عام 2004م.
- جائزة ماستر اوف سينما من مهرجان مانهايم-هايدلبيرج السينمائي الدولي عام 2004م.
- وسام الاستحقاق (بور ليميريته) للعلوم والفنون عام 2005م.
- نجمة الاستحقاق من جمهورية ألمانيا الأتحادية عام 2006م.
- جائزة سيرجاى-برادشانوف لإنجازاته الحياتية في مهرجان المشمش الذهبى للفيلم السينمائي عام 2008م.
- نجمة (بوليفارد دير شتارز) في برلين عام 2010م
- جائزة هيربيرت شتراته لمؤسسة الأفلام في ولاية نوردراين-فيستفالن وإدخال تقنية (HD) في السينما عام 2010م.
- جائزة الفيلم البافاري؛ وهي جائزة شرفية من رئاسة الوزراء عام 2012م.
- وسام شرفي من مدينة فوبرتال عام 2012م.

## كتاباته
- كتاب (منطق الصور-مقالات ومحادثات) 1988م - دار (فيرلاج دير أوتورن)، يتألف من 152 صفحة، ISBN 3-88661-094-2 .
- كتاب (صور سطح الأرض) 2001 - دار (شيرمر موزل). عدد صفحاته 136،ISBN 3-8296-0029-1.
- كتاب (مكتوب في الغرب) 1987م، وهو عبارة عن صور فوتوغرافية للغرب الأمريكي - دار (شيرمر موزل)، عدد صفحاته 100،ISBN 3-88814-800-6 .
- كتاب (طوكيو-جا) وهو كتاب في أدب الرحلات، دار (فيرلاج دير أوتورن) 1985م، دار (جالريف) 1986م. عدد صفحاته 63، 9 ألوان، ISBN 3-925230-02-5.
- كتابة سيناريو فيلم (أجنحةُ الرغبة) بالاشتراك مع الكاتب النمساوي (بيتر هاندكه). والذي صدر عن دار نشر (زوركامب) في مدينة فرانكفورت آم ماين الألمانية. الطبعة العاشرة – 2005 م - عدد صفحاته 172 صفحة، ISBN 3-518-02406-X.
- كتاب (الأماكن، غريبة وهادئة) 2011م - دار (هاتجي كانتس) بمدينة أوستفلدرنISBN 978-3-7757-3148-5 .